# Tridactyle tridentata
Tridactyle tridentata là một loài thực vật có hoa trong họ Lan. Loài này được (Harv.) Schltr. miêu tả khoa học đầu tiên năm 1915.